# Hebron, Texas
Hebron är en kommun (town) i Collin County, och Denton County, i Texas. Vid 2010 års folkräkning hade Hebron 415 invånare.
Hebron ligger i närheten av Dallas i förortsområdet mellan Plano och Carrollton.